# Georgetown, Texas
Georgetown är en stad i den amerikanska delstaten Texas med en yta av 64,6 km² och en folkmängd som uppgick till 47 400 år 2010, en ökning från 28 339 år 2000. Georgetown är administrativ huvudort i Williamson County och ligger ca 40 km norr om centrala Austin. Kornvallmo är en typisk växt i trakten, därför kallas staden Red Poppy Capital of Texas. Ett annat smeknamn är Retirement Capital of Texas. Det senare smeknamnet har kommit till efter att det inom staden grundades ett samhälle för äldre människor, Sun City Texas.
I Georgetown finns det privatägda Southwestern University, grundat 1840 och Texas äldsta universitet.

## Vindkraft och solkraft
Georgetown ligger mycket långt framme då det gäller vindkraft och solkraft. I princip använder staden enbart energi från dessa miljövänliga källor.